# Pälkänevesi
Le Pälkänevesi est un lac situé à Pälkäne et Kangasala en Finlande,.

## Présentation
Le lac Pälkänevesi a une superficie de 46,3 kilomètres carrés et une altitude de 84,2 mètres.
Le lac compte 271 îles dont la superficie totale est de 237 hectares, ce qui représente environ 7,2% de la superficie totale du lac. Sur les îles, 24 ont une superficie de plus d'un hectare et 167 font plus d'un acre tandis que les 80 autres font moins d'un acre. 
Les grandes îles comprennent Luikala, Ristisaari (45 ha), Ylisalo, Ratasaari (20 ha), Kyttälänsaari, Rättri, Kelppiänsaari, Iso Martansaari, Leppäsaari, Eteläsaari, Etusaari (39 ha), Huhtisaari, Vohlionsaari, Heinäsaari et Härkäsaari,.